# Džedajizam
Džedajizam (engl. Jediism), nonteistički novi religijski pokret zasnovan na filozofskim i duhovnim idejama džedaja prikazanih u medijima o Zvjezdanim ratovima.

## Povijest
Iako inspiriran elementima Zvjezdanih ratova, džedajizam nema osnivača ili centralnu strukturu.
Prva mrežna mjesta posvećena ocrtavanju sustava vjerovanja iz filmova o Zvjezdanim ratovima bili su The Jedi Religion (engl.: religija džedaja) i Jediism (engl.: džedajizam). Ova su mrežna mjesta navodila džedajski kodeks, sastavljen od 21 maksime, kao početnu točku sustava vjerovanja „pravih džedaja”.

## Vjerovanja
Iako sljedbenici džedajizma, slijedeći moralne i duhovne kodekse koje su demonstrirali fikcijski džedaji, priznaju utjecaj Zvjezdanih ratova na svoju religiju, oni također inzistiraju na tome da je njihov put različit od puta fikcijskih likova i da se džedajizam ne fokusira na mitu i fikciji prikazanima u Zvjezdanim ratovima. Džedaji slijede „16 nauka”, koji se temelje na prikazu fikcijskih džedaja, ali i „21 maksimu”.